# Les Travailleurs du chapeau
Pour plus de détails, voir Fiche technique et Distribution.
Les Travailleurs du chapeau (It's a Great Feeling) est une comédie musicale américaine de David Butler, sortie en 1949 et produite par la Warner Bros.
Le film met en scène l'actrice américaine Doris Day dans le rôle d'une serveuse de la Warner Bros. qui rêve de devenir une star et décrocher un premier rôle. Sa rencontre avec les acteurs Jack Carson et Dennis Morgan, qui jouent leur propre rôle à l'écran, lui permettra de s'introduire dans les coulisses des studios hollywoodiens. 
De nombreux acteurs et réalisateurs font leur apparition dans le film dans leur propre rôle, parmi lesquels Errol Flynn, Gary Cooper, Joan Crawford, Michael Curtiz, Edward G. Robinson, Sydney Greenstreet, Danny Kaye, Eleanor Parker, Patricia Neal, Ronald Reagan, Jane Wyman, King Vidor, Raoul Walsh et également Bugs Bunny et Tweety Bird. 
Le film fut nommé pour l'Oscar de la meilleure chanson originale, pour la chanson « It's a Great Feeling » écrite par Jule Styne et Sammy Cahn.

## Fiche technique
- Titre : Les Travailleurs du chapeau
- Titre original : It's a Great Feeling
- Réalisation : David Butler
- Scénario : I. A. L. Diamond, Jack Rose, Melville Shavelson
- Photo : Wilfrid M. Cline
- Montage : Irene Morra
- Musique : Jule Styne, Sammy Cahn
- Producteur : Alex Gottlieb
- Société de production : Warner Bros.
- Pays de production : États-Unis
- Format : Couleur - Mono
- Genre : Film musical et comédie
- Durée : 85 minutes
- Date de sortie : États-Unis 1er août 1949

## Distribution
- Dennis Morgan : lui-même
- Doris Day : Judy Adams
- Jack Carson : lui-même
- Bill Goodwin : Arthur Trent
- Irving Bacon : l'employé de la réception
- Lois Austin (es) : Saleslady
- Mel Blanc : Bugs Bunny (voix)
- David Butler : lui-même
- Frank Cady : l'oculiste
- Gary Cooper : lui-même
- Joan Crawford : elle-même
- Michael Curtiz : lui-même
- Errol Flynn : Jeffrey Bushdinkle
- Sandra Gould : la passagère du train
- Sydney Greenstreet : lui-même
- Ray Heindorf : lui-même
- James Holden : Soda Jerk
- Danny Kaye : lui-même
- Patricia Neal : elle-même
- William J. O'Brien : le reporter
- Eleanor Parker : elle-même
- Maureen Reagan (en) : elle-même
- Ronald Reagan : lui-même
- Georges Renavent : Andre Bernet
- Edward G. Robinson : lui-même
- Olan Soule : Flack
- King Vidor : lui-même
- Raoul Walsh : lui-même
- Jane Wyman : elle-même
- Claire Carleton : Grace